# Projekt 1710
Projekt 1710 (v kódu NATO třída Beluga) byla experimentální ponorka sovětského námořnictva s konvenčním pohonem. Postavena byla v jediném kuse. Sovětské a ruské námořnictvo ji k testům používalo v letech 1988–1997. V roce 2002 byla vyřazena a poté byla sešrotována.

## Stavba
Postavena byla jediná ponorka této třídy, pojmenovaná SS-533 Forel. Do sloužby vstoupila roku 1987.

## Konstrukce
Nejvější hloubka ponoru byla 300 metrů. Ponorka nenesla žádnou vlastní výzbroj. Pohonný systém tvořil jeden diesel a jeden elektromotor. Nejvyšší rychlost dosahovala 10 uzlů na hladině a 28 uzlů pod hladinou.